# PGA European Tour (jeu vidéo, 1994)
Pour les articles homonymes, voir PGA European Tour.
PGA European Tour est un jeu vidéo de golf développé  et édité par Electronic Arts, sorti en 1994 sur Amiga, CD32 DOS, Mega Drive, Game Boy et Super Nintendo (en 1996 pour cette dernière version).